# Žejdlík
Žejdlík (lidově hrneček) je stará česká objemová jednotka používaná jak pro kapaliny, tak pro sypké látky, odpovídající přibližně nynějšímu půllitru. Pramen uvádí hodnotu 0,4803 litru nebo 0,4765 litru. Tzv. vídeňský žejdlík pak obsahoval 0,3537 litru. Na Slovensku se používal hodně podobný výraz žajdlík, což bylo 0,4166 litru (přesně jedna polovina holby).

## V cizích jazycích
- v Rakousku seitel nebo seidel
- v Německu schoppen
- ve středověkém latinském textu pak situla nebo satlijk